# 江頭実
江頭 実（えがしら みのる、1954年〈昭和29年〉4月1日 - ）は、日本の政治家、銀行員。熊本県菊池市長（4期）。

## 来歴
熊本県菊池郡隈府町（現菊池市隈府）に生まれる。1972年（昭和47年）3月、熊本県立菊池高等学校卒業。1976年（昭和51年）3月、九州大学経済学部卒業。同年4月、富士銀行に入社。ドイツ、ニューヨーク、ロンドン、スイスなど主に海外部門に従事した。スイス富士銀行社長やロンドン支店長を歴任した。
2009年（平成21年）1月、ソフトバンクに入社。2012年7月、同社を退職し千葉県市原市から帰郷。
2013年（平成25年）4月14日に行われた菊池市長選挙に出馬。元市議の北田彰、元市議の二ノ文伸元ら2候補を破り初当選した。投票率は65.22%。4月24日、市長就任。
※当日有権者数：41,140人 最終投票率：65.2%（前回比：pts）
| 候補者名   | 年齢 | 所属党派 | 新旧別 | 得票数   | 得票率 | 推薦・支持 |
| ---------- | ---- | -------- | ------ | -------- | ------ | ---------- |
| 江頭実     | 59   | 無所属   | 新     | 14,535票 | 54.9%  |            |
| 北田彰     | 65   | 無所属   | 新     | 8,373票  | 31.6%  |            |
| 二ノ文伸元 | 53   | 無所属   | 新     | 3,579票  | 13.5%  |            |

2017年4月9日、再選を果たす。
※当日有権者数：40,897人 最終投票率：56.02%（前回比：-9.18pts）
| 候補者名 | 年齢 | 所属党派 | 新旧別 | 得票数   | 得票率 | 推薦・支持 |
| -------- | ---- | -------- | ------ | -------- | ------ | ---------- |
| 江頭実   | 63   | 無所属   | 現     | 14,043票 | 61.8%  |            |
| 荒木崇之 | 43   | 無所属   | 新     | 8,665票  | 39.2%  |            |

2021年4月4日、無投票で3選。
2025年4月13日、4選を果たす。
※当日有権者数：37,654人 最終投票率：50.87%（前回比：pts）
| 候補者名 | 年齢 | 所属党派 | 新旧別 | 得票数  | 得票率 | 推薦・支持 |
| -------- | ---- | -------- | ------ | ------- | ------ | ---------- |
| 江頭実   | 71   | 無所属   | 現     | 7,567票 | 40.09% |            |
| 平直樹   | 48   | 無所属   | 新     | 6,105票 | 32.35% |            |
| 宮海彦   | 43   | 無所属   | 新     | 5,202票 | 27.56% |            |

## 市政

### パワハラ問題
2021年11月1日、経済部の男性課長が、江頭から威圧的言動などのパワーハラスメントを受けたとの文書を、庁内の「職員目安箱」に実名で投稿した。同年11月17日、文書の内容が各メディアで報じられた。男性課長は「数年前から、優越的な地位にある市長から度重なる叱責や嫌がらせを受けていた。睡眠障害を発症し、生きる希望を失いつつある。別の職員もパワハラを受けている」などと主張している。同日、市は、芳野勇一郎副市長らでつくる「市職員ハラスメント防止対策委員会」の初会合を開き、第三者組織による審議を含めた今後の方向性の検討を始めた。
同年11月18日、別の職員が、市職員用のサイト上の相談窓口に、匿名で「私や、ほかの職員もパワハラを受けた。職員への聞き取り調査をしてほしい」と投稿した。11月19日、江頭は定例記者会見で「パワハラに該当する行為は断じて行っていない」と反論した。

### その他
- 2013年、酒造会社の株式会社美少年の誘致に成功。同年11月、同社は菊池市立水源小学校跡地に会社を移転した[11]。
- 2014年10月10日、「環境王国菊池農業生産基準（通称：菊池基準）」を導入[12][13]。2016年12月3日、第18回米・食味分析鑑定コンクール:国際大会を開催。菊池米ブランド推進協議会の堀田英臣が金賞を受賞[14]。